# Рамбо
Рамбо (енгл. First Blood) амерички је акциони филм из 1982. године у режији Теда Кочефа. Сценарио потписују Мајкл Козол, Вилијам Сакхајм и Силвестер Сталоне на основу романа Прва крв аутора Дејвида Морела, док је продуцент филма Баз Фајтсханс. Филмску музику је компоновао Џери Голдсмит. Представља први део у петоделном серијалу о вијетнамском ветерану Џону Рамбу.
Насловну улогу тумачи Сталоне као Џон Рамбо, док су у осталим улогама Ричард Крена, Брајан Денехи, Дејвид Карусо и Џек Старет. Светска премијера филма је била одржана 22. октобра 1982. године у Сједињеним Америчким Државама. Буџет филма је износио 15 милиона долара, а зарада од филма је износила 125,2 милиона долара.
Филм прати наставак Рамбо 2 из 1985.

## Радња
Седам година након напуштања Зелених беретки, вијетнамски ветеран Џон Рамбо, који пати од посттрауматског стресног поремећаја, путује пешице у посету свом старом ратном другу Делмору Берију, само да би сазнао да је његов пријатељ умро од рака, због изложености штетном агенсу у рату.
Рамбо путује даље и обре се у градићу Хоупу, у савезној држави Вашингтон. Убрзо упадне у очи локалном шерифу Вилу Тизлу, највише због дуге косе, милитари јакне и уопште неуредне појаве. Тизл га покупи колима и одвезе га на крај града, саопштивши му да скитнице попут њега нису пожељне у граду, а потом се одвезе натраг у град. Након што Рамбо покуша да се врати, Тизл га ухапси и приведе у локалну полицијску станицу под оптужбама за скитничарење, опирање хапшењу и поседовање скривеног ножа.
Предвођени садистички настројеним замеником шерифа Артуром Голтом, Тизлови помоћници злостављају Рамба, коме почну да се јављају флешбекови на тортуру коју је претрпео у Вијетнаму као ратни заробљеник. Када полицајци покушају да га насуво обрију бритвом, Рамбо их савлада, зграби свој нож и побегне из станице. Напољу отме мотоцикл од једног младића који се возио улицом и упути се према оближњим планинама, док га Тизл јури својим полицијским аутом, којег убрзо слупа. Рамбо одбаци мотор и крене да напредује дубоко у шуму. Тизл организује потеру уз помоћ аутоматског наоружања, паса (добермана) и хеликоптера. Спазивши Рамба како покушава да се спусти низ литицу изнад потока, Голт игнорише Тизлова наређења и покуша да упуца Рамба из хеликоптера. Немајући куд, Рамбо се баци са литице у дрвеће, ком приликом повреди руку. Док Голт и даље покушава да га упуца, Рамбо успева да неповређеном руком погоди хеликоптер каменицом, ком приликом ветробран хеликоптера напрсне, а пилот на кратко изгуби контролу, због чега Голт изгуби равнотежу, те испадне из хеликоптера и погине на лицу места, треснувши о стене испод.
Уз помоћ двогледа Тизл идентификује Голтов леш и зарекне се на освету. Рамбо покуша да убеди Тизла и његове људе да је Голтова погибија била несрећан случај и да он не жели више невоља, али полицајци отворе ватру на њега, због чега је приморан да побегне натраг у шуму. Потом се открива да је Рамбо бивши припадник Зелених беретки, те да је одликован Медаљом части, али Тизл, заклевши се на освету, одбије да препусти потеру Државној полицији.
Тизл предводи групу неискусних полицајаца у шуми, који губе сигурност у себе видевши Рамбове борбене вештине. Рамбо убрзо онеспособи ову малу, неорганизовану групу, ранивши неколико полицајаца користећи се тактикама и замкама из рата. Нашавши се очи у очи са Тизлом, Рамбо му стави нож под грло, запретивши да ће му "пружити незамислив рат уколико се не окане", да би потом нестао у шуми.
На лице места позване су Државна полиција и Национална гарда. Убрзо стигне и Рамбов ментор и бивши командант, пуковник Самјуел Траутман. Изненађен што је већина полицајаца још увек жива, Траутман потврди да је Рамбо стручњак за герилско ратовање и преживљавање, те саветује да би најбоље било пустити Рамба да се извуче, а кад се ситуација охлади, ухапсити га без борбе. Верујући да је Рамбо безнадежно надјачан, Тизл арогантно одбије тај предлог. Он дозволи Траутману да контактира Рамба - путем радија који је украо приликом бекства - те да покуша да га наговори на мирну предају. Рамбо препозна Траутманов глас, али одбије да се преда, осуђујући Тизла и његове људе због злостављања у станици, нагласивши да су "они пролили прву крв".
Рамбо се убрзо нађе окружен војницима Националне гарде, те је принуђен да побегне у напуштени рудник. Гардисти, противно наређењима, испале ракету у сам улаз рудника, при чему се он обруши, наизглед убивши Рамба. Он ипак преживи и нађе други излаз, који је близу главног пута, где отме војни камион који превози М60 и муницију и одвезе се назад у град. Да би одвратио пажњу својим прогонитељима, Рамбо дигне у ваздух бензинску пумпу, онеспособи већи део градске струје и уништи продавницу оружја у близини полицијске станице. Траутман, знајући да Тизл није дорастао Рамбу, још једном покуша да га уразуми, али се овај поново оглуши.
Рамбо спази Тизла на крову полицијске станице и између њих двојице долази до кратког ватреног окршаја, који се заврши Тизловим рањавањем и падом кроз стаклени кров. Док се Рамбо спрема да га докрајчи, појави се Траутман и упозори Рамба да ће бити упуцан ако се не преда, подсетивши га да је он последњи живи припадник његове елитне јединице Зелених беретки. Рамбо доживи нервни слом и стропошта се у сузама, причајући о ужасима рата и тешкоћама у привикавању на цивилни живот. Нарочито га је потресло присуствовање бруталној погибији свог најбољег пријатеља, а потом и омаловажавање које је доживео од стране антиратних демонстраната након повратка кући. Тизл је превезен у болницу, а Рамбо се преда Траутману и њих двојица заједно изађу из полицијске станице.
Филм је постао култни класик за фанове акционих филмова.

## Алтернативни крај
Првобитно је снимљена сцена алтернативног краја, у којој пуковник Траутман убије Рамба (као у роману Дејвида Морела, по којем је филм снимљен), али је она одбачена да би филм могао да добије наставке. Сцена је доступна као додатак на ДВД и Блу-реј дисковима.

## Улоге
| Глумац            | Улога                              |
| ----------------- | ---------------------------------- |
| Силвестер Сталоне | Џон Џ. Рамбо                       |
| Ричард Крена      | пуковник Самјуел Траутман          |
| Брајан Денехи     | шериф Вил Тизл                     |
| Бил Макини        | капетан државне полиције Дејв Керн |
| Џек Старет        | заменик шерифа Артур Голт          |
| Мајкл Талбот      | помоћник шерифа Болфорд            |
| Крис Малки        | помоћник шерифа Ворд               |
| Алф Хамфриз       | помоћник шерифа Лестер             |
| Дејвид Карусо     | помоћник шерифа Мич                |

## Зарада
- Зарада у САД - 47.212.904 $
- Зарада у иностранству - 78.000.000 $
- Зарада у свету - 125.212.904 $

## Занимљивости
Градић у којем је филм сниман такође се зове Хоуп, као и у филму. Налази се у Британској Колумбији, у Канади.